# 悪意
日常用語としての悪意（あくい）とは、相手にとって害のあることを理解した上で行動すること、他人や物事に対していだく悪い感情、または見方のことである。また、相手のよくない結果を望む、心の中に生じる意思を意味する。対義語の善意は、相手に良い結果を導こうとして行為を行う気持ちを指す。

## 法律用語としての悪意・善意
- この節で、民法は条数のみ記載する。

法律用語としての悪意は、ある事実・事情について知っていることをいう。これに対して、ある事実・事情について知らないことは善意という。この用法における善意・悪意は道徳的価値判断とは無関係である。例外的に、770条第1項第2号、814条第1号が離婚、離縁の原因として規定する「悪意の遺棄」の「悪意」は、他人を害する意思の意味であるとされる。また、疑っていることを「悪意」とし、信じていることを「善意」とする場合もある。
単純悪意者
不動産の物権変動で、事実を知っている者。
背信的悪意者
不動産の物権変動で、事実を知っていて、その物権変動についての登記の欠缺を主張することが信義則に反すると第三者から除外される程度にまで著しい悪意者をいう。不動産登記法は、詐欺・強迫により登記の申請を妨げた第三者および他人は、登記があっても登記義務者に対抗できないとしている。

### 関係する法律効果
- 心裡留保（93条）
- 無権代理の相手方の取消権（115条）。
- 即時取得（192条）
- 占有回収の訴えにおける占有侵奪者の特定承継人に対する提起（200条）
- 不当利得の返還義務（704条）
- 親権をおこなう場合、父母の一方が共同の名義でした行為の効力（825条）

## 宗教における悪意
キリスト教では、悪意などを宗教的な意味での罪であるとみなしている。